# McClelland Gallery and Sculpture Park

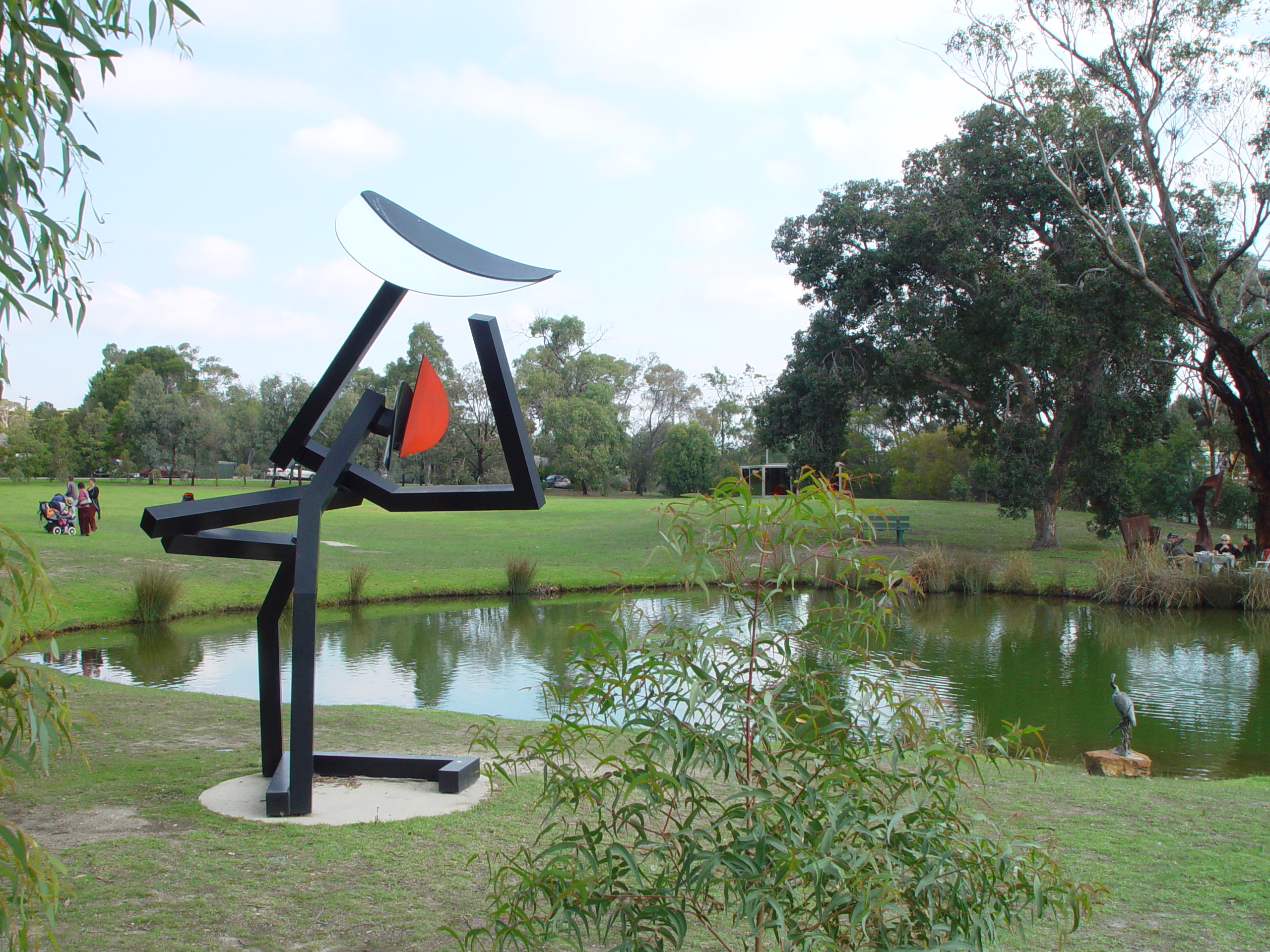
Jabaroo von Inge King

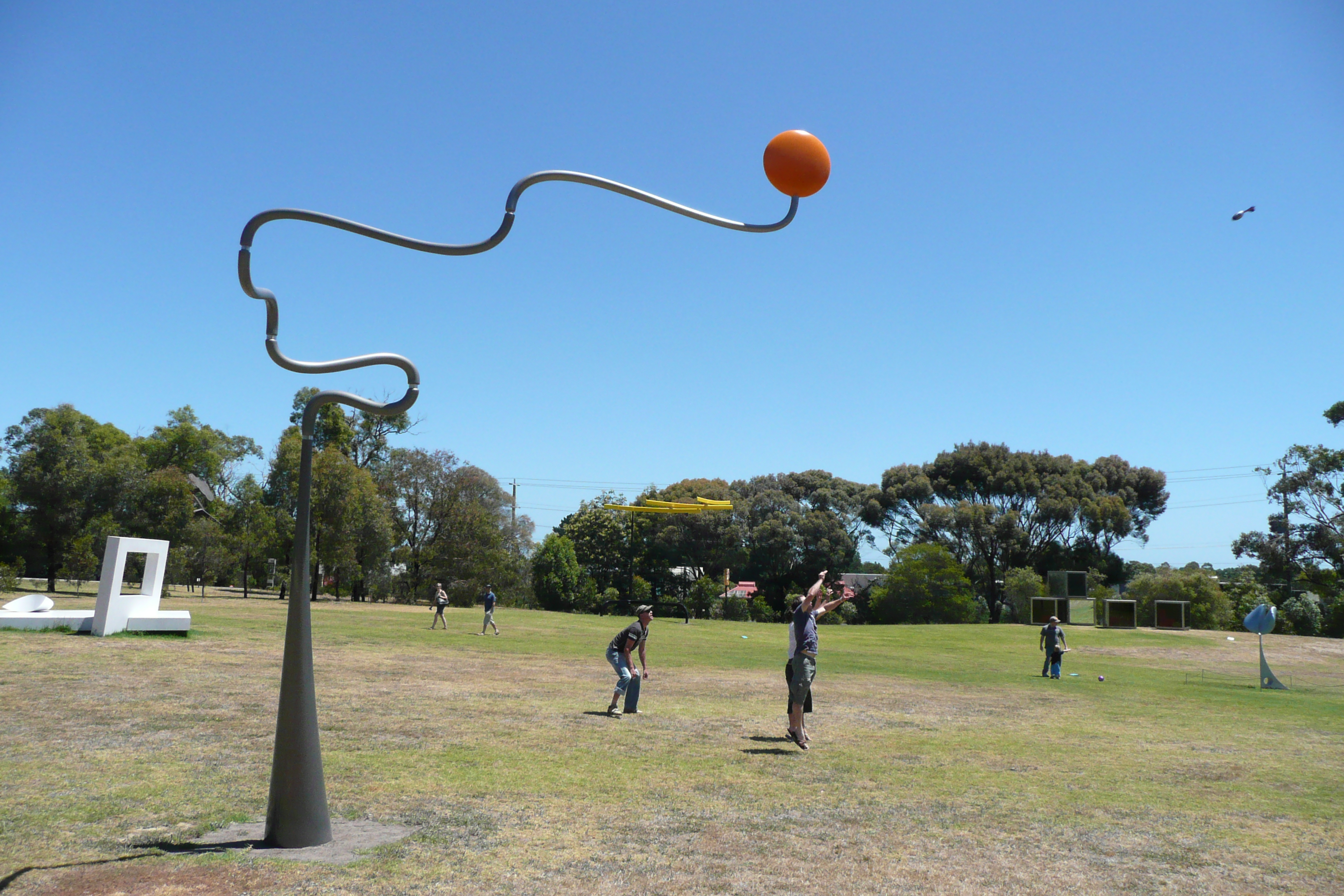
Kinetische Kunst von Phil Price

McClelland Sculpture Park and Gallery ist ein 1971 eröffneter Skulpturenpark mit Galerie für moderne Kunst in Langwarrin auf der Halbinsel Mornington bei Melbourne im australischen Victoria.

## Galerie und Skulpturenpark
Das McClelland, in den ersten Jahrzehnten unter dem Namen McClelland Gallery and Sculpture Park, wurde von Annie May (Nan) McClelland († 1961) zu Ehren ihres Bruders Harry McClelland (1884–1951) durch zur Verfügung gestellten £ 100.000 und einer Schenkung von 40 Hektar Buschland bei dem Ort Frankston ermöglicht. Harry McClelland war Künstler und Philanthrop, der eine bedeutende Rolle bei der Entwicklung des Kunstlebens in Melbourne und Victoria hatte. Auf seinem Grundbesitz hatte Harry McClelland ein Künstleranwesen errichtet, the Barn genannt, das Ausgangspunkt der geplanten Harry McClelland Art Gallery and Cultural Hall werden sollte. Förderung leistete u. a. die Elisabeth Murdoch Sculpture Foundation. Das Ausstellungsgebäude wurde von den Architekten Munro & Sargent 1971 fertiggestellt. Kunstnachlässe der beiden McClellands gingen in die Sammlung ein.
Das Museum verfügt in dem Neubau über drei Ausstellungsräumlichkeiten für australische Bildhauerei, Grafik und Fotografie. Seit dem Jahre 2007 wurde der Skulpturenpark im Freien von acht auf 16 Hektar verdoppelt. In diesem Skulpturenpark befinden sich über 100 Bildhauerwerke.
Zur permanenten Sammlung gehören Werke von der Künstlergruppe der Centre Five von Inge King, Norma Redpath, Clifford Last und Lenton Parr, zu denen die McClelland Gallery und Sculpture Park eine besondere Beziehung hat.
Direktor ist seit 2015 John Cummingham. Der Skulpturenpark hat inzwischen jährlich über 130.000 Besucher.
Seit 2003 veranstaltet die Galerie ein inzwischen zweijährlich stattfindendes Bildhauersymposium und vergibt den mit $ 100.000 dotierten McClelland Sculpture Survey Award. Preisträgerin 2010 war Louise Paramor für ihr Werk Top Shelf, Preisträger 2012 war Greg Johns mit seiner Skulptur At the centre (There is Nothing), 2014 Matthew Harding für sein Werk Void.

## Dauerausstellung
- Bruce Armstrong: City (1987)
- George Baldessin: Untitled (1966/67)
- Geoffrey Bartlett: The rise of the flowering plants (1984)
- Ewan Coates (1965, Melbourne): Three pillars of instant gratification (2007)
- Peter Corlett (1944): Tarax Play Sculpture (1969), La Stupenda (2003)
- Vincas Jomantas (1922–2001): Landing object II (1992)
- John Kelly (1965, Bristol): Maquette for a public monument (2003), Untitled (2006)
- Inge King (1918, Berlin): Flight Arrested (1964), Jabaroo (1984), Island Sculpture (1991)
- Clifford Last (1918–1991): Metamorphosis II (1987)
- Michael Le Grand: Schism (2006)
- Clement Meadmore (1929–2005, Melbourne): Paraphernalia (1999)
- Robert Owen: Double Vision Nr. 2 (2003)
- Adrian Page: Torus - Hidden and revealed (2003)
- Lenton Parr (1924–2003, Melbourne): Custom House Screen
- Phil Price (1965, Nelson, Neuseeland): Ratytus (2005)
- Anthony Pryor (1951–1991, Melbourne): Sea Legend (1991–2000)
- Norma Redpath (1928–2013, Melbourne): Untitled (1964), Desert Arch (1968), Landscape Caryatid (1980/85)
- Ron Robertson-Swann (1941, Sydney): Turn (1988), Lunar chariot (2003)
- Lisa Roet (1967, Melbourne): White Ape (2005)
- Peter Schipperheyn (1955, Melbourne): Thus Spake Zarathustra (2006)
- Ken Unsworth (1931, Melbourne): Annulus of stones (2007)
- David Wilson (1947, London): Black Vessel (1977), Earth (1978), Dry pool (1979), Shore column (1981), Stump stall (1985) und Around the mirror (1987)

## Fotos

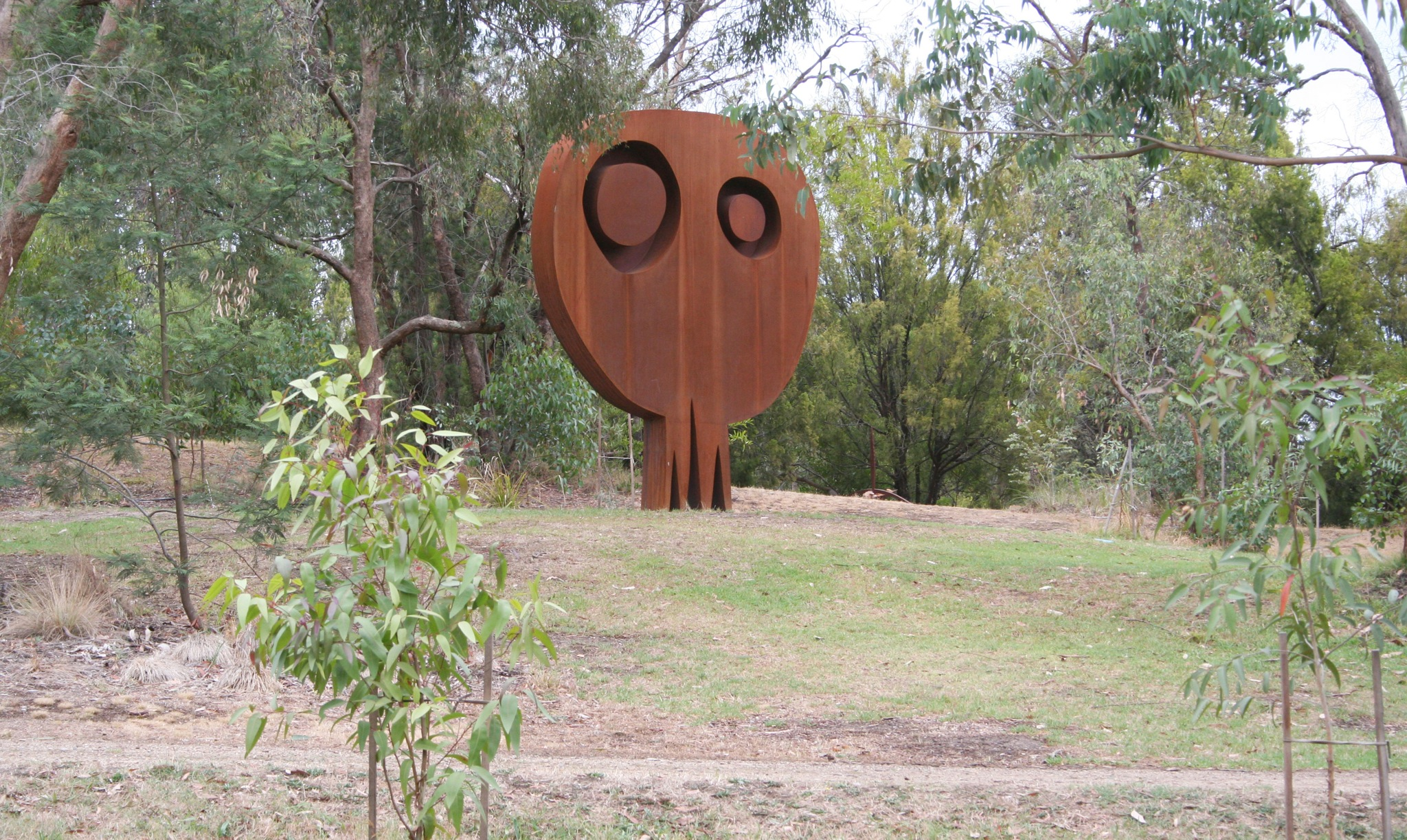
Untitled (2006) von John Kelly
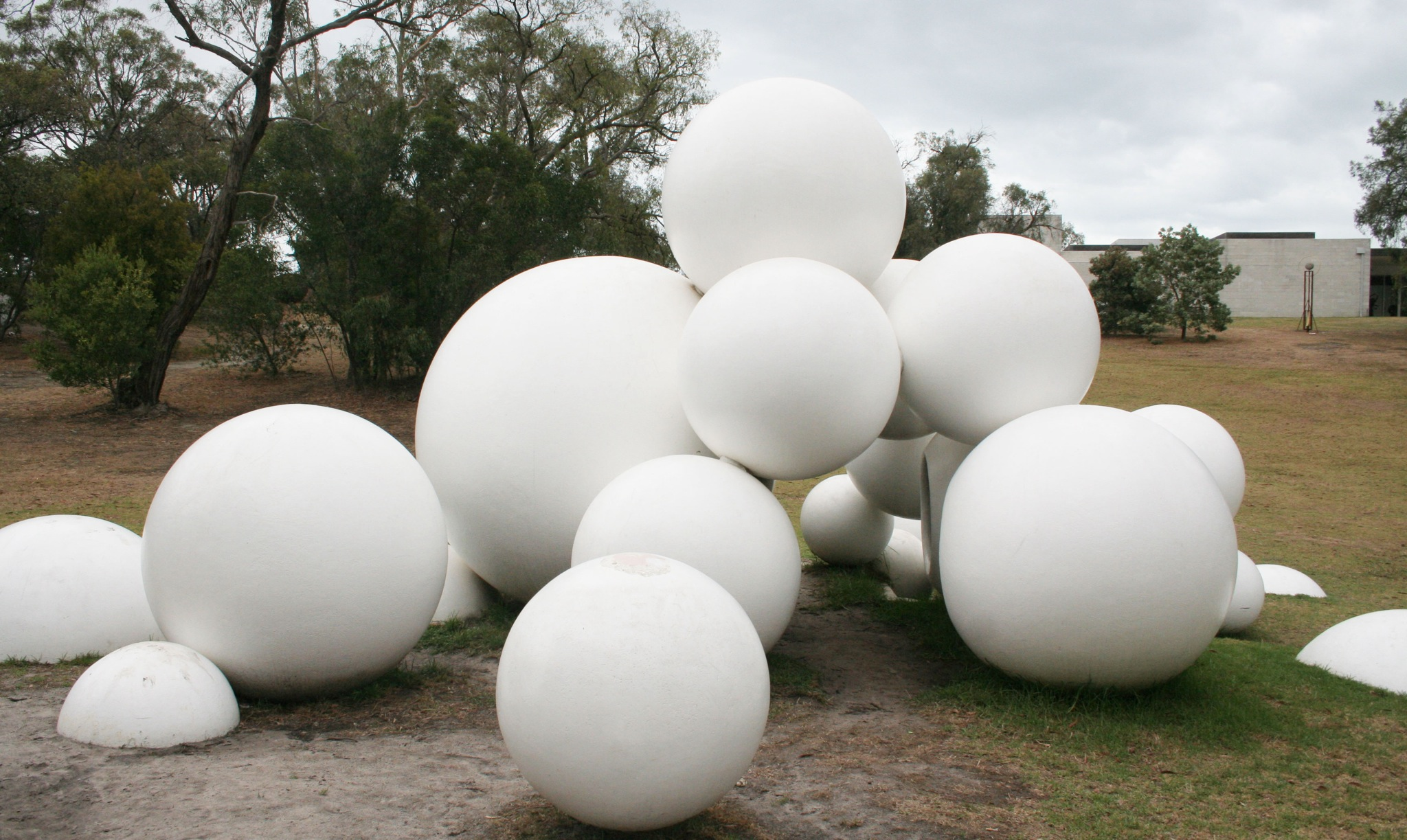
Tarax Play Sculpture (1969) von Peter Corlett
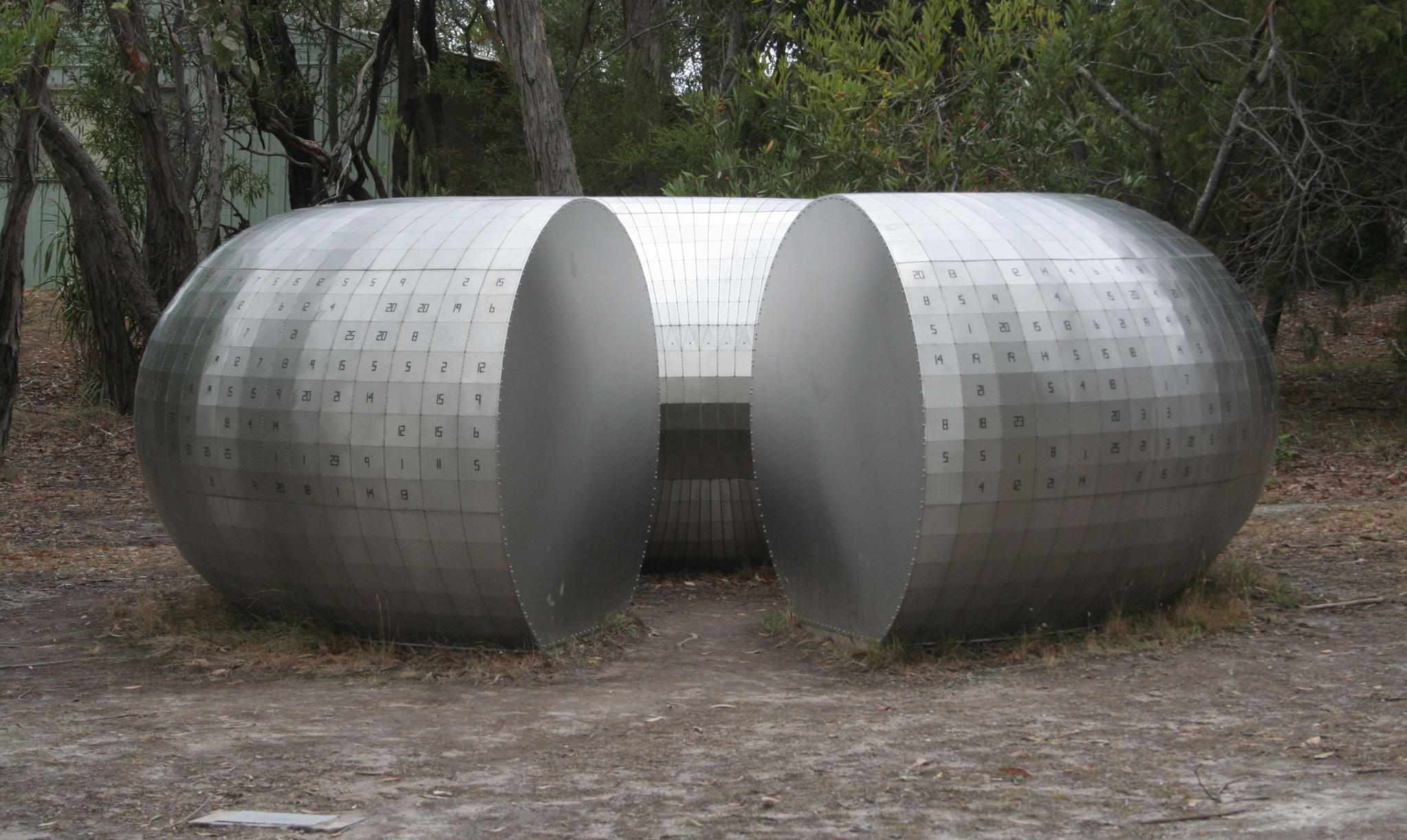
Torus - Hidden and revealed (2003) von Adrian Page